# Monstrilla barbata
Monstrilla barbata is een eenoogkreeftjessoort uit de familie van de Monstrillidae. De wetenschappelijke naam van de soort is voor het eerst geldig gepubliceerd in 1992 door Suárez-Morales & Gasca-Serrano.